# Cardiff South and Penarth (circonscription du Senedd)
Ne doit pas être confondue avec Cardiff South and Penarth, une circonscription parlementaire de la Chambre des communes.
Cardiff South and Penarth est une circonscription du Senedd dite de borough utilisée dans le cadre d’un scrutin uninominal pour les élections générales du Parlement gallois. Créée en 1999, elle appartient à la région électorale de South Wales Central.
Vaughan Gething est le membre du Senedd représentant la circonscription depuis l’élection générale de 2011. Il siège à la chambre dans le groupe du Labour.

## Histoire

### Création de la circonscription
Les circonscriptions de l’Assemblée (Assembly constituencies  en anglais) sont des divisions électorales du territoire du pays de Galles créées à compter du 1er décembre 1998 par le Government of Wales Act 1998 pour les élections de l’Assemblée nationale du pays de Galles et utilisées à partir du 6 mai 1999, jour du premier scrutin dévolu,.
Ainsi, la circonscription de Cardiff South and Penarth est pour la première fois employée à partir des élections de l’Assemblée de 1999 comme 39 autres circonscriptions. Ses limites se calquent sur celles de la circonscription parlementaire (parliamentary constituency en anglais) de Cardiff South and Penarth, qui est une circonscription dite de borough d’après le Parliamentary Constituencies Act 1986 (en),,.
La définition originelle de la circonscription est décrite dans le Parliamentary Constituencies (Wales) Order 1995, un décret en Conseil redistribuant les sièges gallois du Parlement du Royaume-Uni sur la base des zones de gouvernement local établies au 16 décembre 1994 et utilisé pour les élections générales de la Chambre des communes depuis 1997. À son sens, la circonscription de Cardiff South and Penarth englobe un territoire compris sur deux districts : la cité de Cardiff, sur 6 sections électorales, et le borough du Vale of Glamorgan, sur 4 sections électorales,.

### Découpage de 2006
Un découpage des circonscriptions parlementaires et de l’Assemblée est opéré par le Parliamentary Constituencies and Assembly Electoral Regions (Wales) Order 2006 à partir des zones principales en usage au 31 janvier 2005. Ce décret en Conseil est mis en œuvre à partir des élections législatives galloises de 2007, et, à l’entrée en vigueur du Government of Wales Act 2006, il devient la base légale délimitant les circonscriptions et régions électorales de l’Assemblée,.
Le décret donne une nouvelle définition des limites de la circonscription de Cardiff South and Penarth désormais établie à partir d’une partie de la cité de Cardiff localisée sur six de ses sections électorales, et d’une partie du borough de comté du Vale of Glamorgan localisée sur six de ses sections électorales. Ainsi, comme pour 9 autres circonscriptions, il modifie de façon « substantielle » les limites du territoire de la circonscription à la défaveur de Vale of Glamorgan,,.

### Ajustement de 2011
En 2009, le City and County of Cardiff (Old St. Mellons, Rumney and Trowbridge Communities) Order 2009, un décret de l’Assemblée, modifie les limites des sections électorales internes de la cité de Cardiff. Ainsi, le Parliamentary Constituencies and Assembly Electoral Regions (Wales) (Amendment) Order 2011, un décret en Conseil, corrige la frontière administrative entre les circonscriptions de Cardiff North et de Cardiff South and Penarth à compter des élections générales suivantes (2016). Toutefois, ce changement ne modifie pas la circonscription parlementaire de Cardiff South and Penarth qui est dissociée de la circonscription de l’Assemblée depuis le Parliamentary Voting System and Constituencies Act 2011.

## Description

### Toponymie
La seule dénomination officielle de la circonscription est celle de Cardiff South and Penarth Borough Constituency (littéralement en anglais, la « circonscription de borough de Cardiff South and Penarth ») d’après le Parliamentary Constituencies and Assembly Electoral Regions (Wales) Order 2006, plus simplement abrégée en Cardiff South and Penarth,.
Cependant, en gallois, elle est adaptée en De Caerdydd a Phenarth.

### Données démographiques
| Année                          | Population | Superficie (en km2) | Densité de population (en hab./km2) |
| ------------------------------ | ---------- | ------------------- | ----------------------------------- |
| 1991                           | 79 263     |                     |                                     |
| 2001                           | 88 235     | 38,71               | 2 279                               |
| Redécoupage des limites (2007) |            |                     |                                     |
| 2011                           | 107 455    | 45,85               | 2 344                               |

Le dernier recensement de la population en vigueur en Angleterre et au pays de Galles est celui opéré par l’Office for National Statistics en 2011.
Selon ce recensement, la circonscription de Cardiff South and Penarth admet une population résidentielle (usual residents en anglais) de 107 455 habitants, au dessus de la moyenne par circonscription évaluée à 76 586 habitants. Elle est ainsi la circonscription la plus peuplée des circonscriptions du Senedd devant celle de Vale of Glamorgan (2e rang).
Du point de vue de la surface, avec ses 45,85 km2, elle est la quatrième circonscription la moins étendue. Aussi, sa densité de population de 2 344 hab/km2 s’établit au dessus de la moyenne du pays de Galles.

### Système électoral
Les élections générales du Parlement gallois sont un système parallèle associant un scrutin majoritaire et un scrutin proportionnel qualifié de système du membre additionnel (additional member system en anglais, abrégé en AMS).
L’élection d’un représentant de circonscription est conduite dans le cadre d’un scrutin uninominal majoritaire à un tour (first-past-the-post). Selon ce système électoral, le candidat élu est celui ayant reçu le plus grand nombre de voix au premier et seul tour du scrutin. Une majorité simple (et non absolue) est donc requise pour gagner l’élection dans la circonscription.
Simultanément à l’élection du représentant de circonscription se déroule une autre élection, celle-ci au scrutin de liste bloquée, dans laquelle sont désignés 4 représentants régionaux en fonction des résultats des partis politiques à l’échelle des circonscriptions d’une région électorale. Ainsi, le scrutin corrige proportionnellement la somme des sièges obtenus par les partis dans les circonscriptions en distribuant les sièges régionaux selon le rapport de voix par sièges d’après la méthode d’Hondt. Plus un parti politique obtient de circonscriptions dans une région électorale donnée, moins il se voit attribuer de sièges régionaux dans celle-ci et inversement, mois il en obtient, plus il a de sièges régionaux sous réserve d’atteindre un seuil.

### Région électorale
D’après l’European Parliamentary Constituencies (Wales) Order 1994, la circonscription de Cardiff South and Penarth est, avec celles de Cardiff Central, de Cardiff North, de Cardiff West, de Cynon Valley, de Pontypridd, de Rhondda et de Vale of Glamorgan, l’une des composantes de la région électorale de South Wales Central en 1999,,.
Bien que la composition des circonscriptions ne soit pas modifiée, les frontières de la région électorale sont sensiblement modifiées par le Parliamentary Constituencies and Assembly Electoral Regions (Wales) Order 2006 qui ajuste les limites entre Bridgend, située dans le South Wales West, et Vale of Glamorgan à partir des élections générales de 2007,.

## Représentants

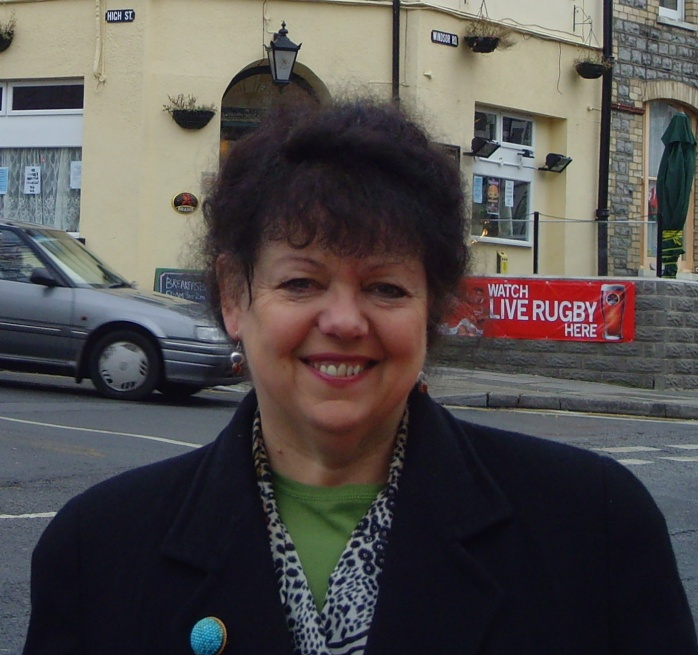
Lorraine Barrett (de 1999 à 2011)
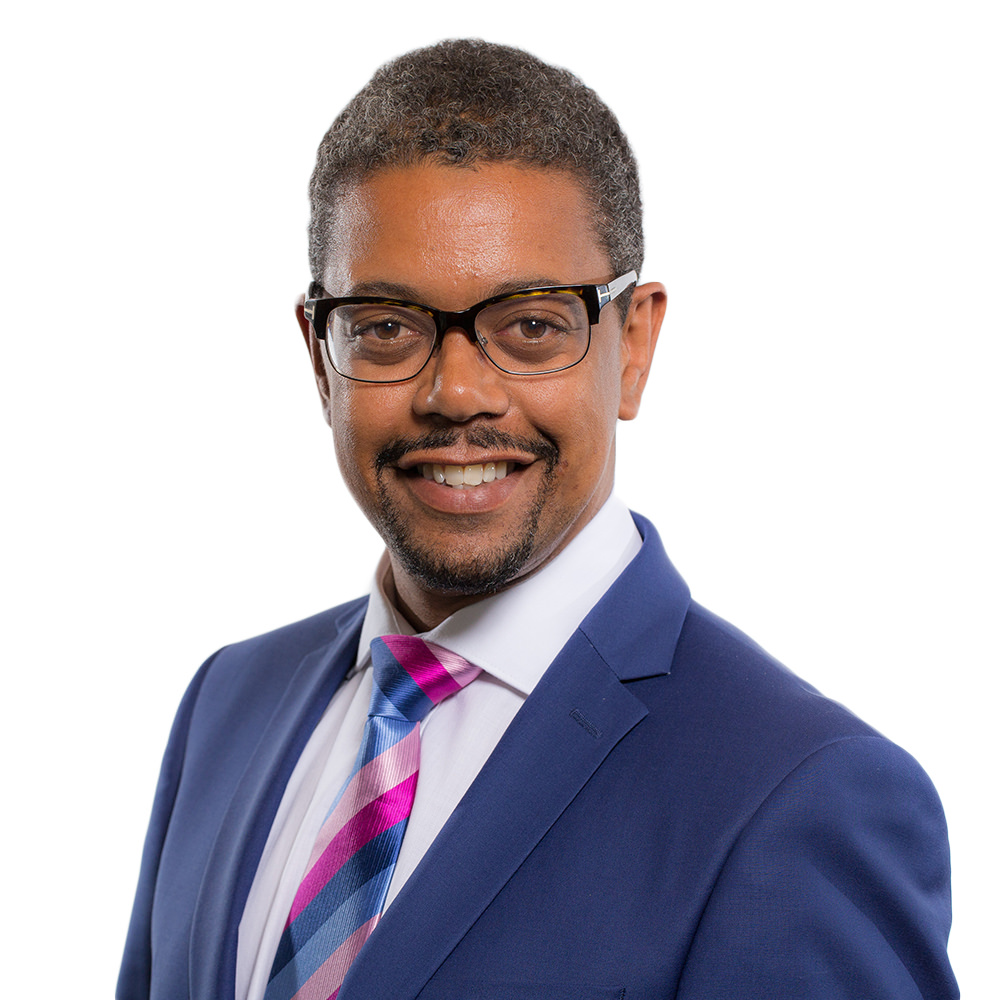
Vaughan Gething (depuis 2011)

| Mandature                                     | Période              | Période              | Membre           | Groupe | Fonction |
| --------------------------------------------- | -------------------- | -------------------- | ---------------- | ------ | --- |
| Ire                                           | 7 mai 1999           | 30 avril 2003        | Lorraine Barrett | Labour | |
| IIe                                           | 2 mai 2003           | 2 mai 2007           | Lorraine Barrett | Labour | Présidente du comité régional de Galles-du-Sud-Est (2003-2004)                                                                                             |
| Redécoupage des limites de la circonscription |                      |                      |                  |        | |
| IIIe                                          | 4 mai 2007           | 31 mars 2011         | Lorraine Barrett | Labour | Commissaire de l’Assemblée (2007-2011) |
| IVe                                           | 6 mai 2011           | 5 avril 2016         | Vaughan Gething  | Labour | Vice-ministre de la Lutte contre la pauvreté (2013-2014) Vice-ministre de la Santé (2014-2016)                                                             |
| Ve                                            | 6 mai 2016           | 29 avril 2021        | Vaughan Gething  | Labour | Secrétaire de cabinet à la Santé, au Bien-être et au Sport (2016-2017) Secrétaire de cabinet puis ministre de la Santé et des Services sociaux (2017-2021) |
| VIe                                           | Depuis le 8 mai 2021 | Depuis le 8 mai 2021 | Vaughan Gething  | Labour | Ministre de l’Économie (depuis 2021) |

- Lorraine Barrett 
 (de 1999 à 2011)
- Vaughan Gething 
 (depuis 2011)

## Résultats électoraux

### Évolution électorale

#### De 1999 à 2003
Pour des raisons techniques, il est temporairement impossible d'afficher le graphique qui aurait dû être présenté ici.

#### Depuis 2007
Pour des raisons techniques, il est temporairement impossible d'afficher le graphique qui aurait dû être présenté ici.

### Détails des élections

#### Élection de 1999
| Candidat                   | Candidat                                               | Étiquette                  | Parti                           | Vote   | Vote   | Vote |  |
| Candidat                   | Candidat                                               | Étiquette                  | Parti                           | Voix   | %      | ±    |  |
| -------------------------- | ------------------------------------------------------ | -------------------------- | ------------------------------- | ------ | ------ | ---- |  |
|                            | Lorraine Barrett                                       | LAB                        | Welsh Labour (Labour and Co-op) | 11 057 | 48,00  | ND   |  |
|                            | Mary Davies                                            | CON                        | Welsh Conservatives             | 4 254  | 18,47  | ND   |  |
|                            | John Rowlands                                          | PC                         | Plaid Cymru                     | 3 931  | 17,06  | ND   |  |
|                            | Jane Maw-Cornish                                       | LD                         | Welsh Liberal Democrats         | 2 890  | 12,55  | ND   |  |
|                            | Dave Bartlett                                          | IND                        | United Socialist Party          | 355    | 1,54   | ND   |  |
|                            | John Foreman                                           | IND                        | Independent Labour              | 339    | 1,47   | ND   |  |
|                            | Tom Davies                                             | IND                        | Celtic Alliance                 | 210    | 0,91   | ND   |  |
|                            |                                                        |                            |                                 |        |        |      |  |
| Majorité                   | Majorité                                               | Majorité                   | Majorité                        | 6 803  | 29,53  | ND   |  |
| Transfert de Butler        | Transfert de Butler                                    | Transfert de Butler        | Transfert de Butler             |        |        | ND   |  |
|                            |                                                        |                            |                                 |        |        |      |  |
| Corps électoral            | Corps électoral                                        | Corps électoral            | Corps électoral                 | 61 149 | 100,00 |      |  |
| Abstention, blancs et nuls | Abstention, blancs et nuls                             | Abstention, blancs et nuls | Abstention, blancs et nuls      | 38 113 | 62,33  |      |  |
| Exprimés                   | Exprimés                                               | Exprimés                   | Exprimés                        | 23 036 | 37,67  | ND   |  |
|                            |                                                        |                            |                                 |        |        |      |  |
|                            | Le Labour remporte le siège (nouvelle circonscription) |                            |                                 |        |        |      |  |

#### Élection de 2003
| Candidat                   | Candidat                    | Étiquette                  | Parti                           | Vote   | Vote   | Vote |  |
| Candidat                   | Candidat                    | Étiquette                  | Parti                           | Voix   | %      | ±    |  |
| -------------------------- | --------------------------- | -------------------------- | ------------------------------- | ------ | ------ | ---- |  |
|                            | Lorraine Barrett            | LAB                        | Welsh Labour (Labour and Co-op) | 8 978  | 44,62  | 3,38 |  |
|                            | Dianne Rees                 | CON                        | Welsh Conservatives             | 4 864  | 24,18  | 5,71 |  |
|                            | Rodney Berman               | LD                         | Welsh Liberal Democrats         | 3 154  | 15,68  | 3,13 |  |
|                            | Richard Grigg               | PC                         | Plaid Cymru                     | 2 538  | 12,61  | 4,45 |  |
|                            | Dave Bartlett               | IND                        | United Socialist Party          | 585    | 2,91   | 1,37 |  |
|                            |                             |                            |                                 |        |        |      |  |
| Majorité                   | Majorité                    | Majorité                   | Majorité                        | 4 114  | 20,45  | 9,08 |  |
| Transfert de Butler        | Transfert de Butler         | Transfert de Butler        | Transfert de Butler             |        |        | 4,55 |  |
|                            |                             |                            |                                 |        |        |      |  |
| Corps électoral            | Corps électoral             | Corps électoral            | Corps électoral                 | 65 505 | 100,00 |      |  |
| Abstention, blancs et nuls | Abstention, blancs et nuls  | Abstention, blancs et nuls | Abstention, blancs et nuls      | 45 386 | 57,02  |      |  |
| Exprimés                   | Exprimés                    | Exprimés                   | Exprimés                        | 20 119 | 42,98  | 5,31 |  |
|                            |                             |                            |                                 |        |        |      |  |
|                            | Le Labour conserve le siège |                            |                                 |        |        |      |  |

#### Élection générale de 2007
| Candidat                   | Candidat                    | Étiquette                  | Parti                           | Vote   | Vote   | Vote |  |
| Candidat                   | Candidat                    | Étiquette                  | Parti                           | Voix   | %      | ±    |  |
| -------------------------- | --------------------------- | -------------------------- | ------------------------------- | ------ | ------ | ---- |  |
|                            | Lorraine Barrett            | LAB                        | Welsh Labour (Labour and Co-op) | 10 106 | 37,81  | ND   |  |
|                            | Karen Robson                | CON                        | Welsh Conservatives             | 7 352  | 27,51  | ND   |  |
|                            | Dominic Hannigan            | LD                         | Welsh Liberal Democrats         | 5 445  | 20,37  | ND   |  |
|                            | Jason Toby                  | PC                         | Plaid Cymru                     | 3 825  | 14,31  | ND   |  |
|                            |                             |                            |                                 |        |        |      |  |
| Majorité                   | Majorité                    | Majorité                   | Majorité                        | 2 754  | 10,30  | ND   |  |
| Transfert de Butler        | Transfert de Butler         | Transfert de Butler        | Transfert de Butler             |        |        | ND   |  |
|                            |                             |                            |                                 |        |        |      |  |
| Corps électoral            | Corps électoral             | Corps électoral            | Corps électoral                 | 70 874 | 100,00 |      |  |
| Abstention, blancs et nuls | Abstention, blancs et nuls  | Abstention, blancs et nuls | Abstention, blancs et nuls      | 44 146 | 62,29  |      |  |
| Exprimés                   | Exprimés                    | Exprimés                   | Exprimés                        | 26 728 | 37,71  | ND   |  |
|                            |                             |                            |                                 |        |        |      |  |
|                            | Le Labour conserve le siège |                            |                                 |        |        |      |  |

#### Élection générale de 2011
| Candidat            | Candidat                    | Étiquette           | Parti                           | Vote   | Vote   | Vote  |  |
| Candidat            | Candidat                    | Étiquette           | Parti                           | Voix   | %      | ±     |  |
| ------------------- | --------------------------- | ------------------- | ------------------------------- | ------ | ------ | ----- |  |
|                     | Vaughan Gething             | LAB                 | Welsh Labour (Labour and Co-op) | 13 814 | 50,27  | 12,46 |  |
|                     | Ben Gray                    | CON                 | Welsh Conservatives             | 7 555  | 27,49  | 0,02  |  |
|                     | Liz Musa                    | PC                  | Plaid Cymru                     | 3 324  | 12,10  | 2,21  |  |
|                     | Sian Anne Cliff             | LD                  | Welsh Liberal Democrats         | 2 786  | 10,14  | 10,23 |  |
|                     |                             |                     |                                 |        |        |       |  |
| Majorité            | Majorité                    | Majorité            | Majorité                        | 6 259  | 22,78  | 12,48 |  |
| Transfert de Butler | Transfert de Butler         | Transfert de Butler | Transfert de Butler             |        |        | 6,24  |  |
|                     |                             |                     |                                 |        |        |       |  |
| Corps électoral     | Corps électoral             | Corps électoral     | Corps électoral                 | 75 038 | 100,00 |       |  |
| Abstention          | Abstention                  | Abstention          | Abstention                      | 47 249 | 62,97  |       |  |
| Participation       | Participation               | Participation       | Participation                   | 27 789 | 37,03  |       |  |
| Exprimés            | Exprimés                    | Exprimés            | Exprimés                        | 27 479 | 36,62  | 1,09  |  |
| Blancs et nuls      | Blancs et nuls              | Blancs et nuls      | Blancs et nuls                  | 310    | 0,41   |       |  |
|                     |                             |                     |                                 |        |        |       |  |
|                     | Le Labour conserve le siège |                     |                                 |        |        |       |  |

#### Élection générale de 2016
| Candidat                   | Candidat                    | Étiquette                  | Parti                             | Vote   | Vote   | Vote |  |
| Candidat                   | Candidat                    | Étiquette                  | Parti                             | Voix   | %      | ±    |  |
| -------------------------- | --------------------------- | -------------------------- | --------------------------------- | ------ | ------ | ---- |  |
|                            | Vaughan Gething             | LAB                        | Welsh Labour (Labour and Co-op)   | 13 274 | 43,84  | 6,43 |  |
|                            | Ben Gray                    | CON                        | Welsh Conservatives               | 6 353  | 20,98  | 6,51 |  |
|                            | Dafydd Davies               | PC                         | Plaid Cymru                       | 4 320  | 14,27  | 2,17 |  |
|                            | Hugh Moelwyn Hughes         | UKIP                       | United Kingdom Independence Party | 3 716  | 12,27  | ND   |  |
|                            | Nigel Howells               | LD                         | Welsh Liberal Democrats           | 1 345  | 4,44   | 5,7  |  |
|                            | Anthony Slaughter           | WGP                        | Wales Green Party                 | 1 268  | 4,19   | ND   |  |
|                            |                             |                            |                                   |        |        |      |  |
| Majorité                   | Majorité                    | Majorité                   | Majorité                          | 6 921  | 22,86  | 0,08 |  |
| Transfert de Butler        | Transfert de Butler         | Transfert de Butler        | Transfert de Butler               |        |        | 0,04 |  |
|                            |                             |                            |                                   |        |        |      |  |
| Corps électoral            | Corps électoral             | Corps électoral            | Corps électoral                   | 76 110 | 100,00 |      |  |
| Abstention, blancs et nuls | Abstention, blancs et nuls  | Abstention, blancs et nuls | Abstention, blancs et nuls        | 45 834 | 60,22  |      |  |
| Exprimés                   | Exprimés                    | Exprimés                   | Exprimés                          | 30 276 | 39,78  | 3,16 |  |
|                            |                             |                            |                                   |        |        |      |  |
|                            | Le Labour conserve le siège |                            |                                   |        |        |      |  |